# Feigefossen

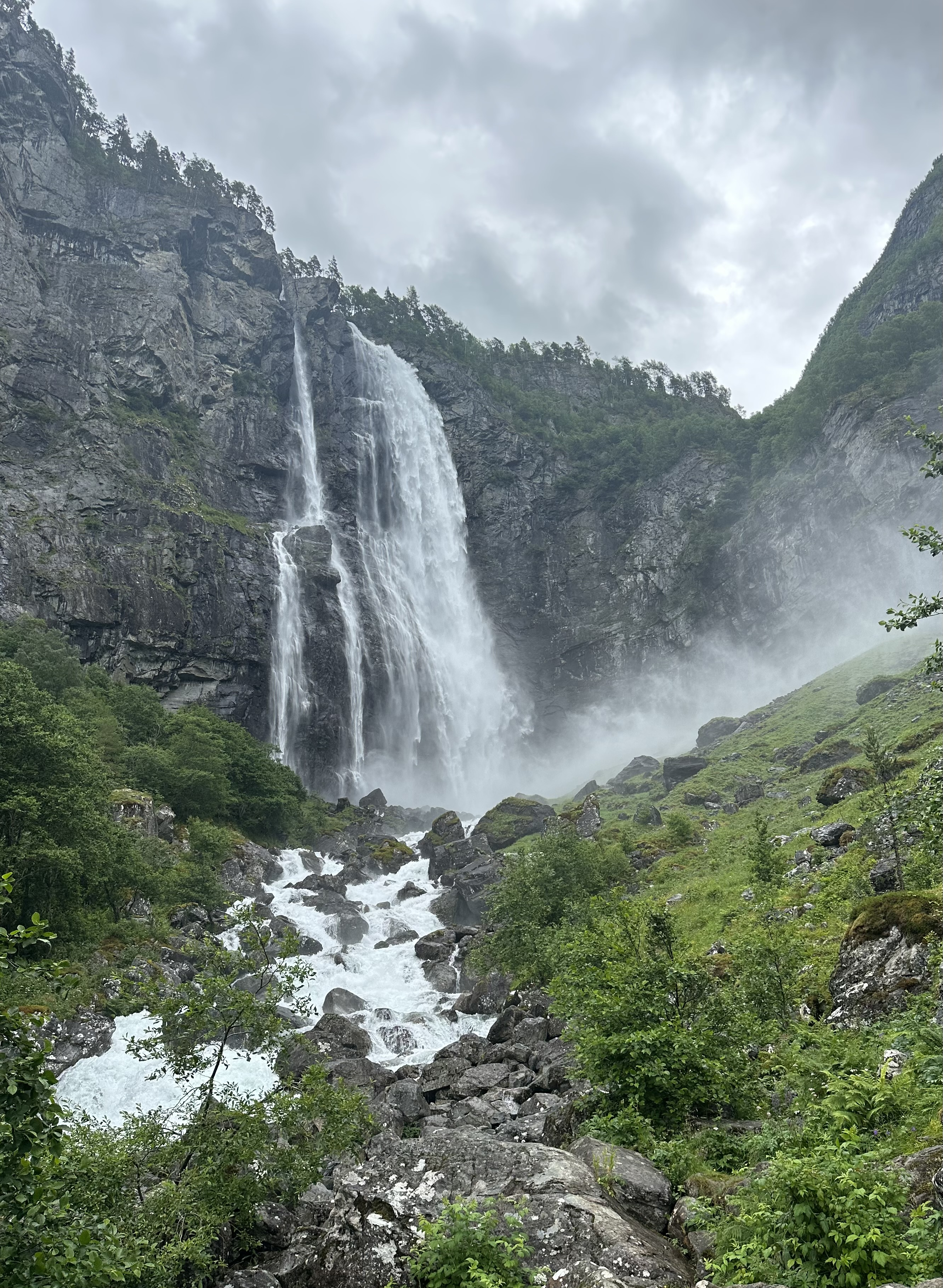
Feigefossen, Juli 2023

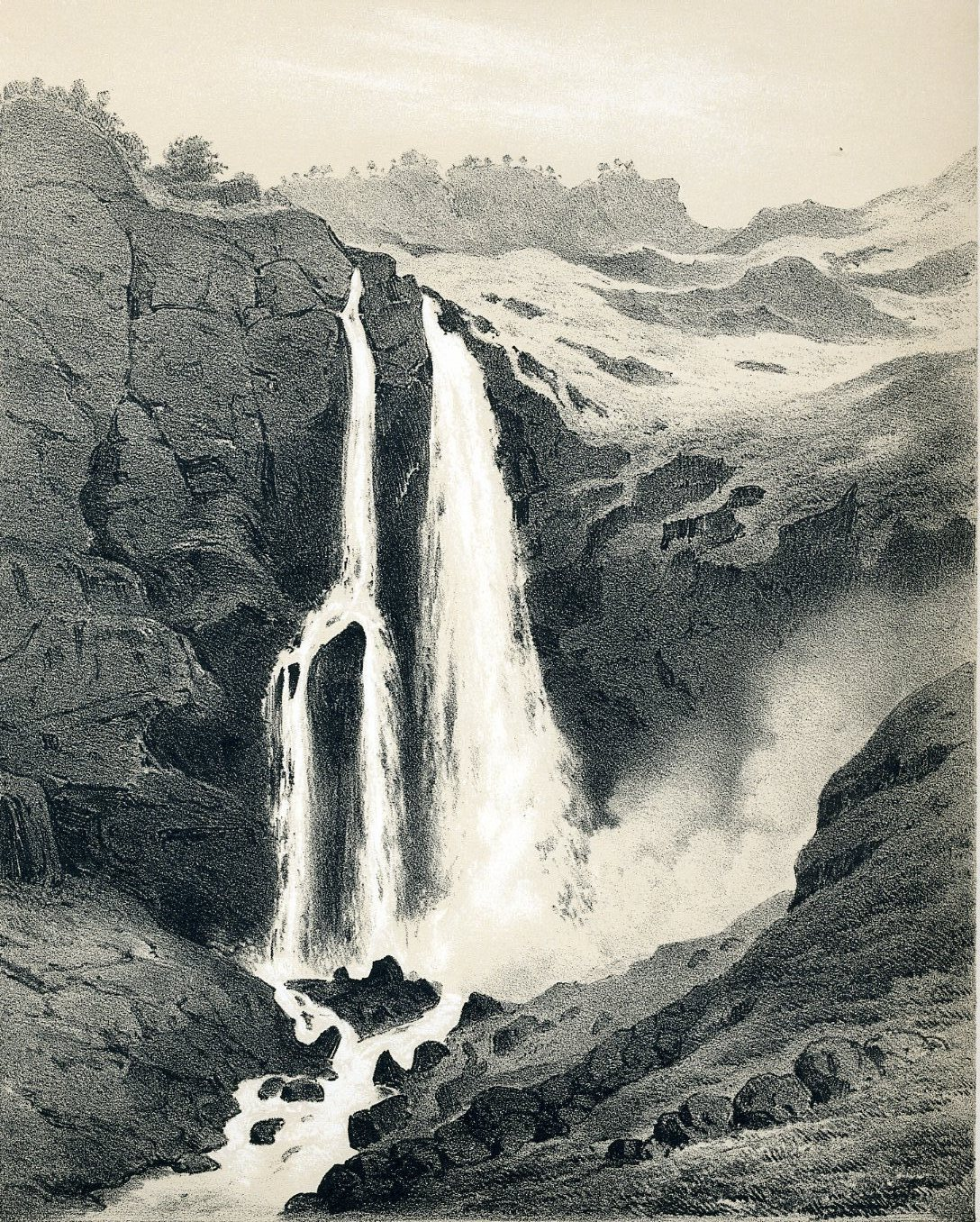
1848 veröffentlichte Zeichnung des Feigefossen von Joachim Frich

Der Feigefossen, auch Feigumfossen, ist ein Wasserfall im Lusterfjord in der norwegischen Gemeinde Luster in der Provinz Vestland.
Er befindet sich auf der Ostseite des Fjords und wird vom Gebirgsbach Feigeelvi gebildet. Seine freie Fallhöhe beträgt 218 Meter. Er gilt damit nach dem Vettisfossen als der zweithöchste unregulierte Wasserfall Norwegens. Andere Angaben nennen Höhen von 190 bzw. 229 Metern.
Nach der Schneeschmelze im Mai und Juni führt der Fall gewöhnlich das meiste Wasser. Er teilt sich dann in zwei Wasserfälle, von denen einer die Form einer Stimmgabel hat.
Unterhalb des Feigefossen liegt am Fjordufer der Hof Feigum. Von dort aus führt ein markierter steiler Wanderweg hinauf bis in die Nähe des Fußes des Hauptfalls. Der Name Feig soll in der Bedeutung von todgeweiht zu verstehen sein und so den Schauer beschreiben, der die Leute im Angesicht des mächtigen Wasserfalls befällt.